# Handball-Verbandsliga Bayern 1994/95
Die Handball-Verbandsliga Bayern 1994/95 wurde unter dem Dach des „Bayerischen Handballverbandes“ (BHV) organisiert und war hinter der Bayernliga als fünfthöchste Liga im deutschen Ligensystem eingestuft.

## Saisonverlauf
Meister der Verbandsliga Nord wurde der TSV Wunsiedel und Meister der Südgruppe war der ETSV 09 Landshut. Beide Clubs waren damit auch direkt für die Handball-Bayernliga 1995/96 qualifiziert. Die Aufstiegsrelegation gewann der TSV Unterhaching, der als dritter Aufsteiger nachrückte.

### Modus
Die in Gruppe Nord und Süd eingeteilte Liga bestand aus je 12 Mannschaften. Es wurde eine Hin- und Rückrunde gespielt. Platz eins jeder Gruppe war Staffelsieger und Direktaufsteiger in die Bayernliga. Die zweiten Plätze spielten in einer Relegation den dritten Aufsteiger aus. Die Platzierungen zehn bis zwölf jeder Gruppe waren Direktabsteiger.

## Teilnehmer
Nicht mehr dabei waren die Aufsteiger der Vorsaison sowie je drei Absteiger aus der Nord- und Südgruppe. Neu dabei waren die Absteiger aus der Bayernliga SG Rödental, TSV Zirndorf und der TV Eggenfelden. Dazu kamen sechs Aufsteiger aus den Bezirksligen. 
Gruppe Nord

1. TSV Wunsiedel

2.

Bereich des „Bayer. Handballverbandes“ (BHV)

- (A) Absteiger aus der Bayernliga waren die SG Rödental

und der TSV Zirndorf
Gruppe Süd

1. ETSV 09 Landshut

2. TSV Unterhaching
- (A) Absteiger aus der Bayernliga war der TV Eggenfelden

### Aufstiegsrelegation
Die Relegation gewann der TSV Unterhaching